# Prosotas basiatrata
Prosotas basiatrata är en fjärilsart som beskrevs av Embrik Strand 1910. Prosotas basiatrata ingår i släktet Prosotas och familjen juvelvingar. Inga underarter finns listade i Catalogue of Life.